# Représentations diplomatiques de la République centrafricaine

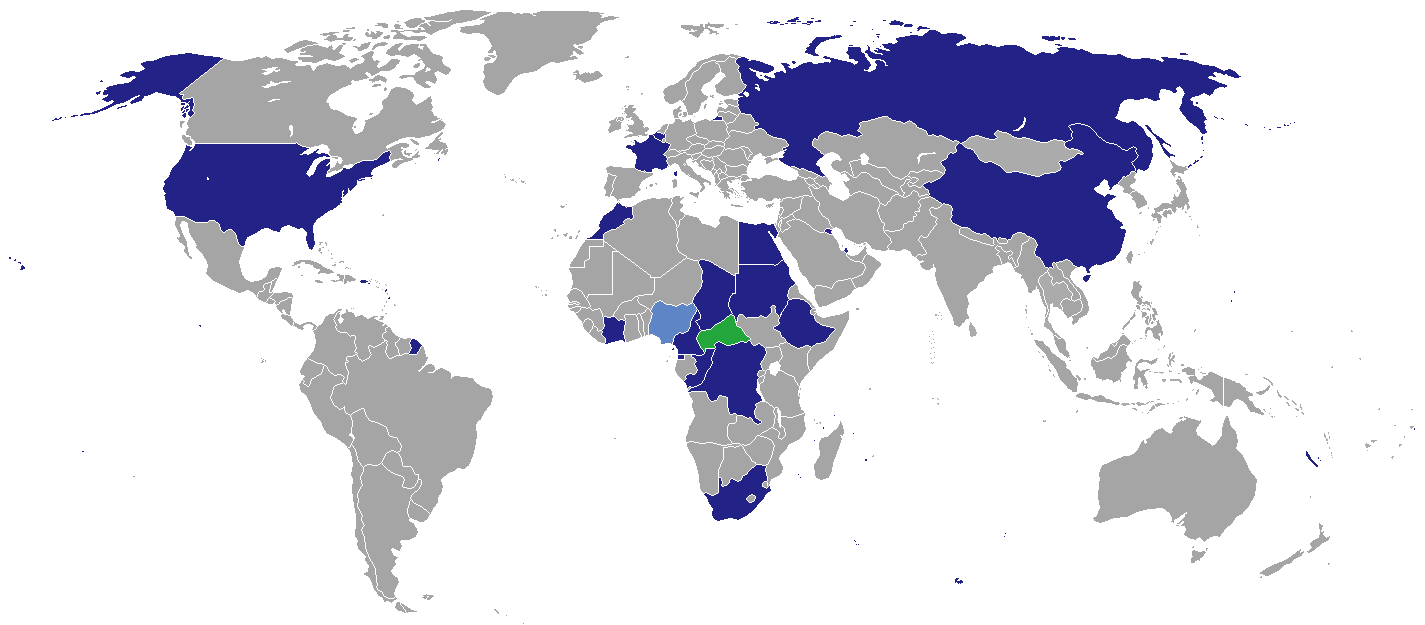
Représentations diplomatiques de la République centrafricaine.

Voici les représentations diplomatiques de la République centrafricaine à l'étranger :

## Afrique
- Afrique du Sud
  - Pretoria (ambassade)
- Cameroun
  - Yaoundé (ambassade)
  - Douala (consulat)
- République du Congo
  - Brazzaville (ambassade)

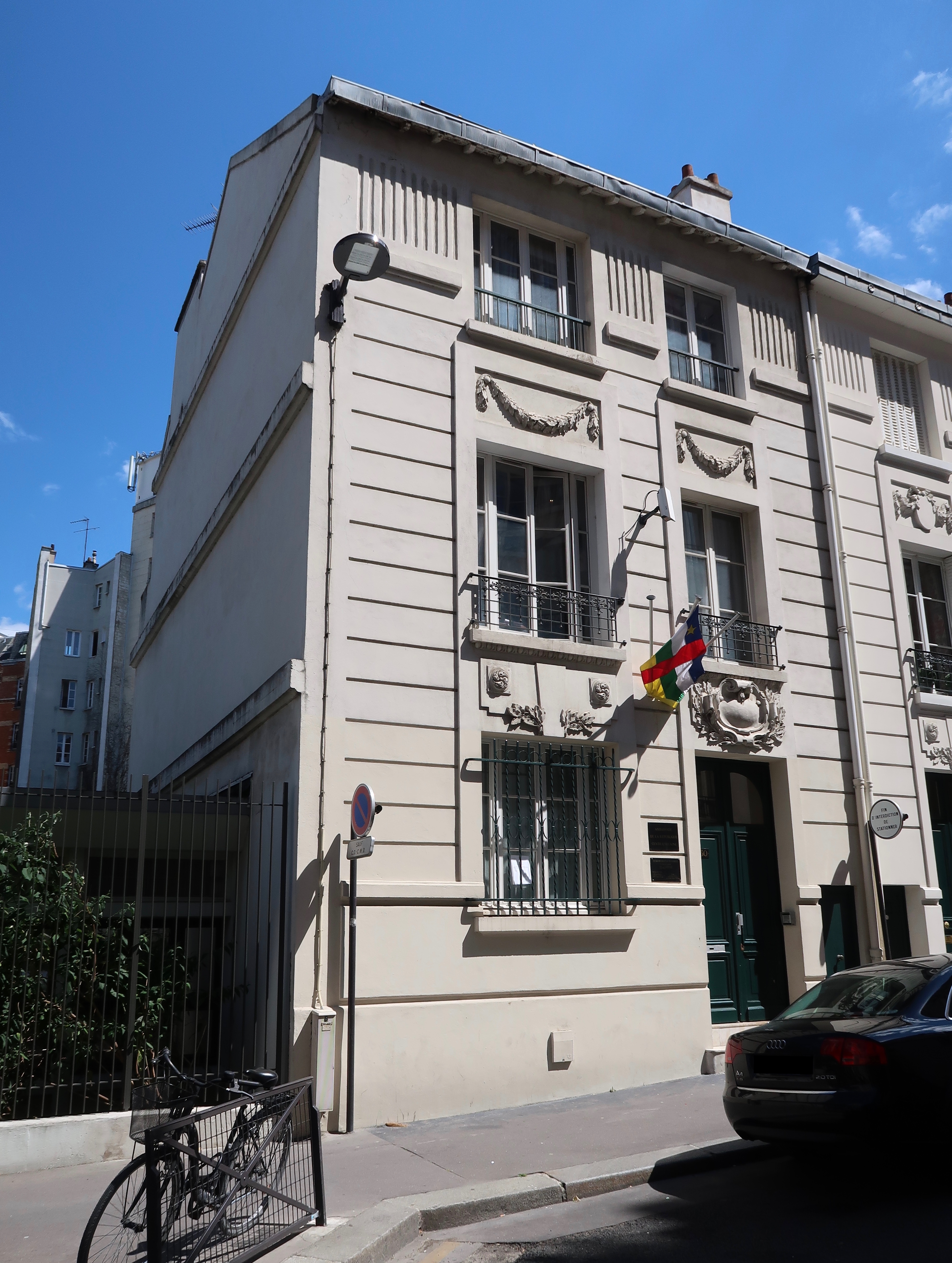
Ambassade de la République centrafricaine à Paris.

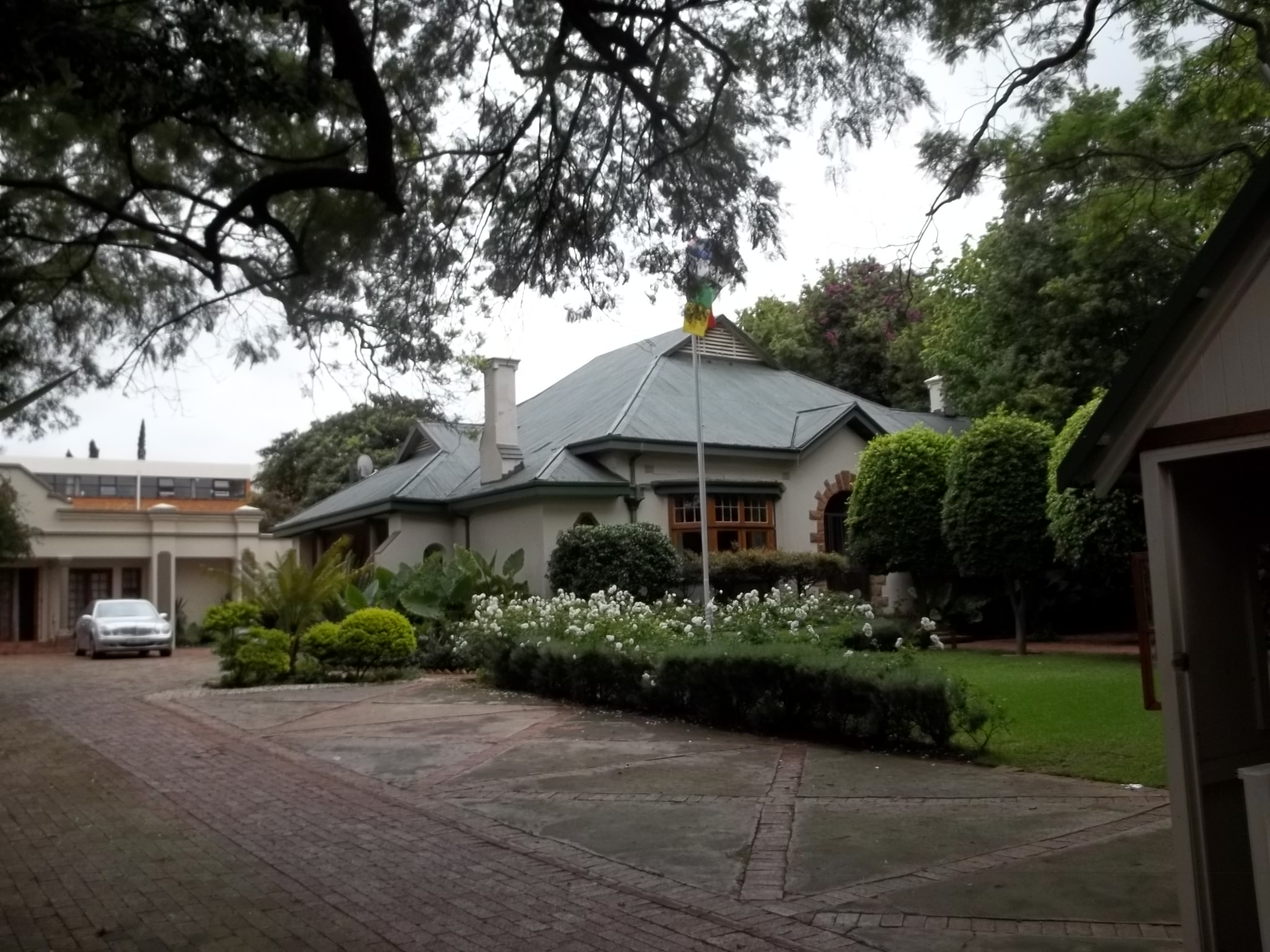
Ambassade de la République centrafricaine à Pretoria.

- République démocratique du Congo
  - Kinshasa (ambassade)
- Côte d'Ivoire
  - Abidjan (ambassade)
- Égypte
  - Le Caire (ambassade)
- Éthiopie
  - Addis-Abeba (ambassade)
- Guinée équatoriale
  - Malabo (ambassade)
- Maroc
  - Rabat (ambassade)
  - Laâyoune (consulat général)
- Nigeria
  - Abuja (ambassade)
- Soudan
  - Khartoum (ambassade)
- Tchad
  - N'Djaména (ambassade)

## Amérique
- États-Unis
  - Washington (ambassade)

## Asie
- Chine
  - Pékin (ambassade)
- Koweït
  - Koweït ville (ambassade)
- Qatar
  - Doha (ambassade)

## Europe
- Belgique
  - Bruxelles (ambassade)
- France
  - Paris (ambassade)
- Russie
  - Moscou (ambassade)

## Organisations internationales
- New York (mission permanente auprès de l'Organisation des Nations unies)